# Буркхард, Гедеон
 Гедеон Буркхард (нем. Gedeon Burkhard; род. 3 июля 1969, Мюнхен) — немецкий актёр театра и кино.

## Биография
Гедеон Буркхард родился 3 июля 1969 года в Мюнхене в семье актёров. Мать — Элизабет фон Моло, отец — Вольфганг Буркхард. Прадед Гедеона по материнской линии — знаменитый актёр Александр Моисси, кинопродюсер Конрад фон Моло — его дед со стороны матери. Своему имени обязан матери, ещё в юном возрасте она влюбилась в венгра с таким именем.
Из школ Буркхарда исключали из-за плохого поведения. Одно время родители хотели отдать его в интернат для трудновоспитуемых, но ограничились частной школой. Сам Гедеон с детства мечтал стать танцовщиком, увидев как танцует Рудольф Нуреев, и впоследствии поступил в Мюнхенскую академию балета.
На экране Буркхард дебютировал в десять лет по случайности — мать взяла его с собой в офис друга-продюсера. Первой кинолентой, сделавшей Буркхарда знаменитым, стал фильм «Спящая красавица». Затем он сделал своей основной работой съемки в немецких телесериалах и фильмах, не дублировавшихся на иностранные языки.
Возвращение Буркхарда на мировом уровне состоялось в сериале «Комиссар Рекс». В 1998 году на экраны вышел фильм «Человек в искушении», где Буркхард сыграл мужчину нетрадиционной сексуальной ориентации. Герой Буркхарда в телефильме «Суперпожар» (2002) предстал борющимся с разрушающей все на своем пути стихией. В 2003 году на экраны в Германии вышел телесериал «Прозрение», в котором Гедеон сыграл предпринимателя Райнхарда Бургера, мужа домохозяйки, подчинившего интересы своей второй половины и всех окружающих своим собственным. Весной 2006 года на кинофестивале в Австрии прошла премьера фильма «Ю» («Yu») с Буркхардом в главной роли.
В 2009 году Гедеон снялся в рекламе немецкой сети одежды «Peek & Cloppenburg», разрабатывающей линию элегантных мужских костюмов.
Также в 2009 году на экраны вышел фильм «Бесславные ублюдки» (совместное производство США и Германии). Буркхард сыграл капрала Вильгельма Викки.
Другие картины: короткометражка «Bridges» (Германия, 2011), «Вундеркинд» (Германия, 2011), «Людвиг Баварский» (Германия, 2012), «Соблазнитель-2» (Германия, 2012) и «Ohne Gnade» (Германия, 2013).

## Личная жизнь
С 1995 по 1998 годы Буркхард жил в США. Не добившись особой известности, он приехал в Лас-Вегас и в 1996 году женился на американской журналистке Бриджит Канингем, но, брак продержался всего 4 месяца. Виновницей их развода журналисты назвали англичанку Эмму Хикокс, по поводу которой Буркхард отказывался давать какие-либо комментарии. Вскоре Гедеон на одной из светских вечеринок познакомился с Джоанной Штайнер, однако уже в 2003 году он представил в качестве своей новой подруги Каролину Ватцль. 13 июля 2004 года у него родился ребёнок — дочь Джойя Филомена от модели Филомены Ианнаконе, но в брак они так не вступили. На данный момент о личной жизни Гедеона ничего неизвестно.

## Фильмография
| Год       |    | Русское название                       | Оригинальное название                     | Роль                       |
| --------- | -- | -------------------------------------- | ----------------------------------------- | -------------------------- |
| 1979      | ф  | Тётя Мария                             | Tante Maria                               | Andreas Büdenbender        |
| 1980      | ф  | Кровь и честь:Молодежь под Гитлером    | Blut und Ehre – Jugend unter Hitler       | Хартмут Келлер - age 10    |
| 1981      | ф  | И уходит почта                         | Und ab geht die Post                      |                            |
| 1986      | ф  |                                        | Nur fur Busse                             | Andreas/Hans-Jurgen        |
| 1987      | ф  | Пустота мира                           | Leere Welt                                |                            |
| 1987      | ф  |                                        | Hendriks Alleingang                       | Hendrik Roloff             |
| 1987      | ф  | Пассажир - Добро пожаловать в Германию | Der Passagier – Welcome to Germany        | Janko                      |
| 1989      | ф  | Две женщины                            | Zwei Frauen                               | Bud                        |
| 1989      | ф  | Спящая красавица                       | Šípková Růženka                           | Prinz Wilhelm/Prinz Johann |
| 1990      | ф  |                                        | Neue Abenteuer mit Black Beauty           | Manfred Grunwald           |
| 1992      | ф  | Маленькие акулы                        | Kleine Haie                               | Али                        |
| 1993      | ф  | Разгримированный                       | Abgeschminkt!                             | Рене                       |
| 1993      | ф  | Мой мужчина — это мое хобби            | Mein Mann ist mein Hobby                  | Франц Фердинанд            |
| 1994      | ф  | Летняя любовь                          | Sommerliebe                               | Matthias                   |
| 1994      | ф  | Аферы                                  | Affären                                   | Thomas Prinz               |
| 1994      | ф  | Ожерелье                               | The Necklace                              | Julien                     |
| 1994      | ф  | Комиссар Рекс                          | Kommissar Rex                             | Штефан Ланц                |
| 1994      | ф  | SOKO 5113                              | SOKO 5113                                 | Philip Steger              |
| 1995      | ф  | Кому принадлежит Тобиас?               | Wem gehört Tobias?                        | Томас Урбан                |
| 1995      | с  | Спрут 7                                | Piovra 7                                  | Даниэле Раннизи            |
| 1996      | с  | Телефон полиции — 110                  | Polizeiruf 110: "Die Gazelle"             | Луис Крюгер                |
| 1996      | ф  | Корабль сна                            | Оригинальное название неизвестно          | Andreas Sessler            |
| 1997      | ф  | Два мужа, две жены                     | 2 Männer, 2 Frauen - 4 Probleme!?         | Luis                       |
| 1998—2001 | с  | Комиссар Рекс                          | Kommissar Rex                             | Александр Брандтнер        |
| 1998      | ф  | Опасное желание - мужчина в искушении  | Gefährliche Lust - Ein Mann in Versuchung | Leon Heflin                |
| 2002      | тф | Суперпожар                             | Superfire                                 | Реджи                      |
| 2002      | ф  | Две истории и одна свадьба             | Zwei Affaren und eine Hochzeit            | Ян Рихтер                  |
| 2003      | ф  | Отец моего сына                        | Der Vater meines Sohnes                   | Ricardo Potero             |
| 2003      | ф  | Ю                                      | Yu                                        | Том                        |
| 2004      | ф  | Любовь в Венеции                       | Eine Liebe in Venedig                     | Francesco di Selari        |
| 2005      | ф  | Туннель смерти                         | Der Todestunnel - Nur die Wahrheit zählt  | Andrea Sala                |
| 2005      | с  | SOKO Leipzig                           | SOKO Leipzig                              | Ralph Kessler              |
| 2006      | ф  | Золотые времена                        | Goldene Zeiten                            | Mischa Hahn                |
| 2006      | ф  | Последний поезд                        | Der letzte Zug                            | Henry Neumann              |
| 2007      | с  | Спецотряд «Кобра 11»                   | Alarm für Cobra 11 - Die Autobahnpolizei  | Крис Риттер                |
| 2008      | ф  | Мартовская мелодия                     | Märzmelodie                               | Флориан                    |
| 2009      | ф  | Бесславные ублюдки                     | Inglourious Basterds                      | капрал Вильгельм Викки     |
| 2009      | ф  |                                        | So ein Schlamassel (Que Lío)              | Patrick Silberschatz       |
| 2009      | ф  | Наркотики-охота на короля              | La Narcotici:Caccia Al Re                 | Daniele Piazza             |
| 2010      | ф  | Мосты                                  | Bridges                                   | Сол Бриджес                |
| 2010      | ф  | Миллионеру не поцеловать тебя          | Milliönare küsst man nicht                | Томас Линдберг             |
| 2010      | ф  | Ohne Gnade                             | Ohne Gnade                                | Ronzo                      |
| 2010      | ф  | Вундеркинды                            | Wunderkinder                              | Борис Бродский             |
| 2011      | ф  |                                        | Jack & Jack                               | Джек                       |
| 2011      | ф  | Предыстория                            | Prehistoria                               | Эмерсон                    |
| 2011      | ф  | Людвиг Баварский                       | Ludwig II                                 | Макс Холштайн              |
| 2012      | ф  |                                        | Wer, wenn nicht Du                        | Jasper Svensson            |
| 2012      | ф  | Соблазнитель 2                         | Kokowääh 2                                | Люк                        |
| 2013      | ф  | Горький                                | Bitter/Süss                               | Achim                      |
| 2013      | ф  | Слезы доломитов                        | Tränen der Sextner Dolomiten              | Oberrainer                 |
| 2013      | ф  |                                        | Soko Wismar: Der Prozess                  | Dr Thomas Gehring          |
| 2013      | ф  | Ключ                                   | The Key                                   | Tim                        |
| 2013      | ф  | Неизвестное сердце                     | Unknown Heart                             | Andrew Shaw                |
| 2013      | ф  | Мне нравится                           | Gefällt Mir                               | Peter Jungbluth            |
| 2013      | ф  | Наркотики 2                            | La Narcotici 2                            | Daniele Piazza             |
| 2013      | ф  | Снежинка                               | Schneeflöckchen                           | Winter                     |

## Награды и премии
- Bayerischer Filmpreis 1992 — лучший актёр в «Kleine Haie» (Маленькие акулы)
- В 1998 г. попал в тройку самых желанных мужчин Германии
- Romy 1999 — самый любимый герой сериала.